# Kanako Nishi
Kanako Nishi (jap. 西 加奈子; ur. 7 maja 1977) – japońska pisarka i artystka. Została uhonorowana Nagrodą im. Ody Sakunosuke, Nagrodą Literacką Kawai Hayao oraz Nagrodą im. Naokiego. Wiele jej książek doczekało się ekranizacji.  

## Dzieciństwo i edukacja
Kanako Nishi urodziła się w Teheranie (Iran) 7 maja 1977 roku. Jako dziecko często zmieniała miejsca zamieszkania: kiedy miała dwa lata, jej rodzina przeprowadziła się z powrotem do Japonii, następnie do Kairu, i znów do Japonii, gdzie w Izumi (Osaka) Nishi uczęszczała do gimnazjum i liceum. Po zdobyciu średniego wykształcenia, podjęła studia na  w Osace. 

## Twórczość
W wieku dwudziestu sześciu lat, Nishi opuściła Osakę i wyjechała do Tokio, aby rozpocząć karierę pisarską. Jej pierwsza książka, zbiór opowiadań zatytułowany Aoi  (jap. あおい), została opublikowana w 2004 roku. Od tego czasu Nishi wydała ponad dwadzieścia książek, w tym powieści, zbiory esejów oraz opowiadań i ilustrowane książki dla dzieci.
W 2006 roku, powieść Nishi, Tsūtenkaku  (jap. 通天閣; Tower to Heaven)  zdobyła Nagrodę im. Ody Sakunosuke. W tym samym roku ukazała się jej książka Kiiroi zou  (jap. きいろいゾウ; Yellow Elephant), opowiadająca o parze, która otrzymuje tajemniczy list,  skłaniający ich do zbadania historii swojego związku. Na podstawie tej historii powstał scenariusz do filmu Kiiroi Zou z 2013 roku, w którym wystąpili Aoi Miyazaki i Osamu Mukai. 
W 2012 roku, Nishi napisała powieść Fukuwarai, która ukazała się w polskim przekładzie jako Oczy, nosy, usta, brwi w wydawnictwie Tajfuny (tłum. Anna Wołcyrz). Historia opowiada o ekscentrycznej redaktorce Sadzie i kształtujących się relacjach między nią a innymi ludźmi: autorami, członkami rodziny i przypadkowymi nieznajomymi. 
W 2015 roku Nishi została laureatką prestiżowej nagrody im. Naokiego za swoją powieść Saraba!  (jap. サラバ!; Farewell!), w której czerpie z doświadczeń dzieciństwa. Główny bohater książki, podobnie jak Nishi, zmaga się z trudnościami przeprowadzki z Egiptu do Japonii. Powieść Saraba! zyskała szczególne uznanie członków komisji konkursu za niekonwencjonalny styl i język. 

## Styl
Bohaterowie Nishi często posługują się dialektem używanym w Osace i okolicznych miastach. Allison Markin Powell, tłumaczka dzieł Nishi na język angielski, stwierdziła, że jej pisarstwo jest „zwodniczo proste, ale piękne” i, że pisarka przedstawia bohaterów, którzy wydają się nam bardzo bliscy". Nishi pisze o sobie, że często kreuje postaci o silnych osobowościach, zmagające się z poczuciem alienacji w społeczeństwie. 

## Życie prywatne
Jako uczennica szkoły średniej, Nishi przeczytała Najbardziej niebieskie oko Toni Morrison, i od tamtego czasu sięga głównie po literaturę zagraniczną. Jej ulubioną pisarką jest Chimamanda Ngozi Adichie. Nishi jest również fanką wrestlingu i chętnie ogląda walki zapaśników.

## Wyróżnienia i nagrody
- 2006: Nagroda im. Ody Sakunosuke za Tsūtenkaku[1]
- 2012: Nagroda Literacka Kawai Hayao za Fukuwarai[1]
- 2015: Nagroda im. Naokiego za Saraba![1]